# Mino Pecorelli
Carmine Pecorelli, dit Mino Pecorelli, né le 14 juin 1928 à Sessano del Molise, dans la province d'Isernia et mort le 20 mars 1979 à Rome, est un journaliste d'enquête italien.

## Biographie
Mino Pecorelli fit des études de droit et commença sa carrière comme avocat, puis il devint chef du service de presse du ministre Fiorentino Sullo. Il fonda l'agence de presse Osservatorio Politico, par l'intermédiaire de laquelle il révéla de nombreux scandales politiques. En particulier, il écrivit que le général Carlo Alberto Dalla Chiesa avait informé Francesco Cossiga, alors ministre de l'Intérieur, de l'endroit où était détenu Aldo Moro après son enlèvement. Pecorelli consacra une longue enquête à l'affaire Aldo Moro et écrivit, entre autres, que la vie de Dalla Chiesa était en danger quatre ans avant l'assassinat du général.
Dans un numéro de l'Osservatore Politico, il publie une liste de 121 personnes, soi-disant membres de loges maçonniques comportant des laïcs mais surtout un bon nombre de cardinaux, évêques et prélats de haut rang.
Le 20 mars 1979, il fut mortellement atteint de quatre projectiles. Licio Gelli, maître de la loge P2, puis Andreotti sont soupçonnés d'être les commanditaires. Gaetano Badalamenti et Giulio Andreotti, les principaux accusés après l'assassinat, ont été condamnés en 2002 à vingt-quatre ans de réclusion par la justice italienne, en cour d'appel, après un acquittement en première instance. La Cour de cassation a annulé ce jugement et celui condamnant Andreotti en 2003.